# 3103 Eger
3103 Eger è un asteroide near-Earth del diametro medio di circa 1,5 km. Scoperto nel 1982, presenta un'orbita caratterizzata da un semiasse maggiore pari a 1,4047487 UA e da un'eccentricità di 0,3544093, inclinata di 20,93157° rispetto all'eclittica.
L'asteroide prende il nome dall'omonima città ungherese.